# Monochamus marmorator
Monochamus marmorator är en skalbaggsart som beskrevs av Kirby 1837. Monochamus marmorator ingår i släktet Monochamus och familjen långhorningar. Inga underarter finns listade i Catalogue of Life.